# 상상력 (사르트르)
<상상력L'Imagination>(1936)은 프랑스 철학자 장 폴 사르트르(Jean-Paul Sartre, 1905-1980)의 초기 철학서로 1940년에 발간되는 <상상계L'Imaginaire>의 서론에 해당하는 작품이다. 이 작품은 서양 철학사에서 ‘이미지’나 ‘상상력’이라는 주제에 대하여 본격적으로 한 권의 책을 모두 할애한 최초의 저서이다. 사르트르의 이 작품이 발표되기 전에는 상상력이라는 정신활동은 정상적인 이성의 활동으로 인정받기 보다는 오히려 올바른 인식을 방해하는 불완전하고 열등한 하위 인식으로 간주되어 왔었다. 이러한 상상력이 온전한 의식과 동일한 지위에서 건전한 인간 의식 활동의 하나로 취급받기 시작하는 것은 바로 사르트르의 이 작품에서부터이다.

## 작품 해설
원서로 백 육십여 쪽의 분량인 이 <상상력>에서 사르트르가 주장하고자 하는 바는 결국 ‘이미지는 의식이다’라는 결론부의 한 문장으로 요약된다. “이미지란 의식 ‘속’에 있을 수 없다. 오히려 이미지는 ‘의식의 어느 한 유형’이다. 이미지는 하나의 행위이지 하나의 사물이 아니다. 이미지는 무엇인가에 ‘대한’ 의식이다.” 결론에서의 이 한 마디를 하기 위하여 사르트르는 고대의 에피쿠로스학파에서부터 시작하여 17, 18 세기의 형이상학자들을 거쳐 현대 심리학자들과 후설에 이르기까지의 주요 서양 철학 사상 속에서의 상상력 혹은 이미지(image)의 위상을 차례차례 비판적으로 고찰하고 있다. 
이러한 철학사적 검토를 통해서 사르트르가 주안점을 두고 주장하는 바는, 물질과 정신의 전통적인 이원론적 구분에서 이제껏 물질 쪽에 속한 것으로 간주되어 왔던 ‘이미지’를 정신의 활동 쪽으로 온전히 편입시키는 데 있다. 사르트르에 의하면 기존의 이미지에 대한 모든 이론들은 그 정도의 차이는 있지만 모두가 이미지에 물질적인 성질을 부여함으로써 제대로 된 이미지론을 정립하지 못했다는 것이다. 데카르트, 흄, 라이프니츠 등은 물론, 베르그손과 현대 심리학자들에 이르기까지, 그들의 이미지에 대한 설명은 이미지를 ‘사물화’해서 하나의 응고된 덩어리로 간주한 오류를 범하고 있다는 것이다. 
하지만 사르트르에 의하면 이미지는 ‘사물’로서 간주되어서는 안 된다. 앞선 철학자들이 주장하는 대로 이미지라는 것이 어떤 희미해진 지각이라거나 아니면 다시 회상된 지각 등과 혼동되어서는 안 되는 것이다. 이미지는 그것 자체가 이미 온전한 하나의 의식 행위이다. 내가 하나의 의자를 ‘지각할 때’ 그 의자가 나의 지각 ‘속에’ 있다고 말하지 않듯이, 내가 눈을 감고 그 의자의 ‘이미지’를 떠올린다면 이때에도 그 의자는 내 의식 ‘속에’ 들어올 수 없다. 내가 지각하거나 상상하거나 그 대상이 되는 이 의자는 언제나 내 의식의 바깥에 있다. 즉 내가 지각하거나 상상하거나 그 지각의 대상과 상상의 대상은 바로 이 현실 공간 속에 위치한 동일한 하나의 이 의자이다. 
다만 나의 의식이 현실 공간 속의 이 동일한 의자에 대하여 두 가지 다른 방식으로 ‘관계 맺기’를 하고 있을 뿐이다. 내가 이 의자를 지각하고 있을 때에는 이 의자가 나의 의식과 직접 ‘만나진다’고 한다면, 상상 작용의 경우엔 그렇지 못하다는 것이 다를 뿐이다. 다시 말해서 내가 이 의자를 지각할 때는 눈앞에 있는 의자를 놓고 직접 의식하는 것이지만, 내가 집밖에 나가서 내 방에 있을 그 의자를 ‘상상할’ 때에는 그것을 지금 눈앞에 없는 것 혹은 존재하지 않는 것으로 놓고 의식하고 있는 것이다. 
‘이미지’라는 단어는 의식과 그것의 대상 사이의 관계를 지칭하는 말이다. 다시 말해서 지각이 무엇인가에 대한 의식인 것과 마찬가지로, 이미지도 ‘무엇인가에 대한 의식이다’. 다만 그 ‘무엇인가’를 현전하는 것으로 상정하느냐, 부재하는 것으로 상정하느냐 하는 부분이 다를 뿐이다.
후설의 현상학에서 말하는 지향성의 개념을 자기 방식으로 적용시킨 사르트르의 이 마지막 결론에서 우리는 그가 사용하는 ‘이미지’라는 용어가 우리가 보통 쓰는 개념과 많이 다르다는 것을 느낄 수 있다. 사르트르에게 있어서 ‘이미지’란 용어는, 우리가 일상생활 속에서 사용하는 의미(예를 들어 사진이미지, 영상이미지, 브랜드이미지 등의 용어에서 쓰이는 의미)에서 모든 ‘물질적인 속성’을 배제시킨 순수한 하나의 의식만을 지칭하는 말이 된다. 즉 이미지란 ‘지각하는 의식’과 대등한 위치에서 동일한 존재론적 지위를 누리는 ‘상상(하는) 의식’인 것이다.
이미지를 ‘사물’이 아닌 상상하는 ‘의식’이라고 이해해야 하는 점이 사르트르의 <상상력>에서 가장 핵심 포인트이고 또 가장 어려운 부분이다. 이것을 이해시키기 위해 사르트르는 <상상력>이라는 저서 한 권을 다 할애했으며, 이것만 이해하면 이 책을 모두 이해한 것이나 마찬가지이다. 그리고 바로 이 논의에서부터 사르트르의 독창적인 상상력 이론을 만날 수 있는 그 후속편 <상상계L'Imaginaire>(1940)가 시작되고 있다.